# Candidat maître
Le titre de candidat maître (CM) est attribué par la Fédération internationale des échecs aux joueurs qui atteignent un classement Elo de 2 200 points et qui en font la demande. Il existe d'autres manières d'obtenir le titre détaillées dans le manuel FIDE depuis l'introduction de ce titre en 2002, pour les joueurs classés au-dessus de 2000 mais en dessous de 2200 :
- terminer premier, deuxième ou troisième au Championnat du monde junior des moins de 8 ans ou des moins de 10 ans
- terminer deuxième ou troisième du Championnat du monde junior des moins de 14 ans ou des moins de 12 ans (le premier obtenant directement le titre de Maître FIDE)
- terminer deuxième ou troisième d'un championnat continental des moins de 12 ans, des moins de 14 ans ou des moins de 16 ans (le premier obtenant directement le titre de Maître FIDE)
- obtenir un score de 50 % ou plus sur au moins 7 parties lors d'une olympiade d'échecs ou d'autres événements spéciaux ; dans ce cas, le classement minimum requis de 2000 points Elo ne s'applique plus depuis la mise à jour du règlement des titres à compter du 1er janvier 2024[2].

Avant 2018, il n'y avait pas d'exigence de classement minimum, et il était acceptable de figurer parmi les trois premiers d'un tournoi continental U8. En conséquence, il y a un certain nombre de CM avec des classements bien inférieurs à 2000.
Le titre de candidat maître féminin (CMF) est attribué aux joueuses qui atteignent un classement Elo de 2 000 points.

## Description
Ce titre se situe en dessous de ceux de maître FIDE (MF), de maître international (MI) et de grand maître international (GM).

## Records de précocité
En avril 2025, le plus jeune joueur de l'histoire des échecs à avoir atteint le seuil de 2200 points Elo garantissant l'obtention du titre de Candidat maître est le français Luca Protopopescu, à l'âge de 9 ans et 5 jours.
| Année | Joueur            | Fédération | Né en | 2200 Elo en | Âge                |
| ----- | ----------------- | ---------- | ----- | ----------- | ------------------ |
| 2025  | Luca Protopopescu | France     | 2016  | 2025        | 9 ans et 5 jours   |
| 2024  | Ethan Pang (en)   | Angleterre | 2015  | 2024        | 9 ans et 103 jours |
| 2023  | Faustino Oro      | Argentine  | 2014  | 2023        | 9 ans et 110 jours |